# Le Simpson Horror Show : Quelque chose de maléfique approche
 (août 2025).
Si vous disposez d'ouvrages ou d'articles de référence ou si vous connaissez des sites web de qualité traitant du thème abordé ici, merci de compléter l'article en donnant les références utiles à sa vérifiabilité et en les liant à la section « Notes et références ».
Le Simpson Horror Show : Quelque chose de maléfique approche est un épisode de la série télévisée d'animation Les Simpson. Il s'agit du septième épisode de la trente-sixième saison et du 775e de la série.

## Réception
Lors de sa première diffusion, l'épisode a attiré ?million de téléspectateurs.